# Вилхелм Вернер I фон Цимерн
Вилхелм Вернер I фон Цимерн (на немски: Wilhelm Werner I Herr, Graf von Zimmern; † 1234) от влиятелната швабска благородническа фамилия, е господар на Цимерн. Прародител е на господарите и графовете фон Цимерн-Мескирх.

## Произход
Той е син на (Конрад ?) Йохан I фон Цимерн († 1175/1179) и съпругата му Матилдис фон Феринген († сл. 1224), дъщеря на граф Волфрад I фон Феринген „Стари“ († сл. 1216) и Берхун фон Кирхберг († 1220). Внук е на Албрехт II фон Цимерн († ок. 1170). Правнук е на Готфрид II фон Цимерн († 1100/1111) и праправнук на Готфрид I фон Цимерн († 1090/1092). Потомък е на граф Вилхелм I фон Цимерн († ок. 1041), първият известен господар и граф на Цимерн.
Ок. 1400 г. внукът му Йохан II фон Цимерн „Стари“ († 1441) построява стария дворец в Мескирх.
Родът фон Цимерн е издигнат след 1538 г. на графове фон Цимерн и изчезва по мъжка линия през 1594 г.

## Фамилия
Вилхелм Вернер I фон Цимерн се жени за Аделхайд († пр. 1234) и има четири деца:
- Вернер III фон Цимерн († 1267)
- Албрехт IV фон Цимерн († 1288/1289), женен за фон Волфах, дъщеря на Фридрих (Фрайен) фон Волфах; баща на
  - Аделхайд фон Цимерн († сл. 1293), омъжена за пр. 27 ноември 1289 г. за граф Еберхард I фон Лупфен-Щюлинген († сл. 1302), син на Хайнрих фон Лупфен-Щюлинген († 1251/1258) и фон Кюсенберг († пр. 1258)
  - Конрад фон Цимерн († 1314)
  - Валтер IV фон Цимерн († сл. 30 август 1290), женен за Анна фон Фалкенщайн, дъщеря на фрайхер Бертхолд фон Фалкенщайн-Рамщайн († сл. 1286) и Елизабет фон Фюрстенберг († сл. 1319); баща на
    - Вернер V фон Цимерн/Вернер „Стари“ постумус фон Цимерн (* ок. 1290; † 23 април 1384), граф на Цимерн и господар на господството Мескирх
- Конрад I фон Цимерн († 23 юли 1255), абат на Райхенау
- Рудолф фон Цимерн († сл. 1265)